# Ayuntamiento de Valencia
El Ayuntamiento de Valencia (en valenciano: Ajuntament de València) es la institución que se encarga de gobernar la ciudad y el municipio de Valencia (España). Está presidido por el alcalde de Valencia, que desde 1979 es elegido democráticamente por sufragio universal. Desde 2023, ese cargo lo ostenta María José Catalá, del Partido Popular. El organismo está emplazado en la casa consistorial.

## Funcionamiento
El pleno del Ayuntamiento es el órgano de máxima representación política de la ciudadanía en el Gobierno municipal. Asume de modo directo la representación de la colectividad y en su nombre decide sobre las cuestiones más importantes y transcendentes del Gobierno.
Los concejales del Ayuntamiento de Valencia se escogen por sufragio universal en elecciones celebradas cada cuatro años. El sistema D'Hondt es el algoritmo matemático que se utiliza en España para repartir los concejales de los ayuntamientos de modo proporcional a los votos obtenidos por cada candidatura.

## Historia
Desde la recuperación de la democracia en España, se han celebrado nueve elecciones municipales, y han gobernado la ciudad tres partidos políticos, el PSOE, el PP y Compromís. Desde las primeras elecciones municipales, celebradas en el año 1979, hasta el año 1991 gobernó la ciudad el PSOE. Durante estos años se sucedieron dos alcaldes, Fernando Martínez Castellano (1979) y Ricard Pérez Casado (1979-1988), y una alcaldesa, Clementina Ródenas Villena (1988-1991). Mientras que desde el año 1991 hasta 2015, ha gobernado la ciudad el PP, siendo alcaldesa Rita Barberá Nolla. A partir de las Elecciones de mayo de 2015 y hasta las elecciones de 2023, Joan Ribó de Compromís ocupó la alcaldía, con el apoyo del PSPV en las dos legislaturas de su mandato y València en Comú durante la primera. Desde las elecciones municipales de mayo de 2023, la popular María José Catalá es la alcaldesa de la ciudad al encabezar la lista más votada.

## Alcaldes

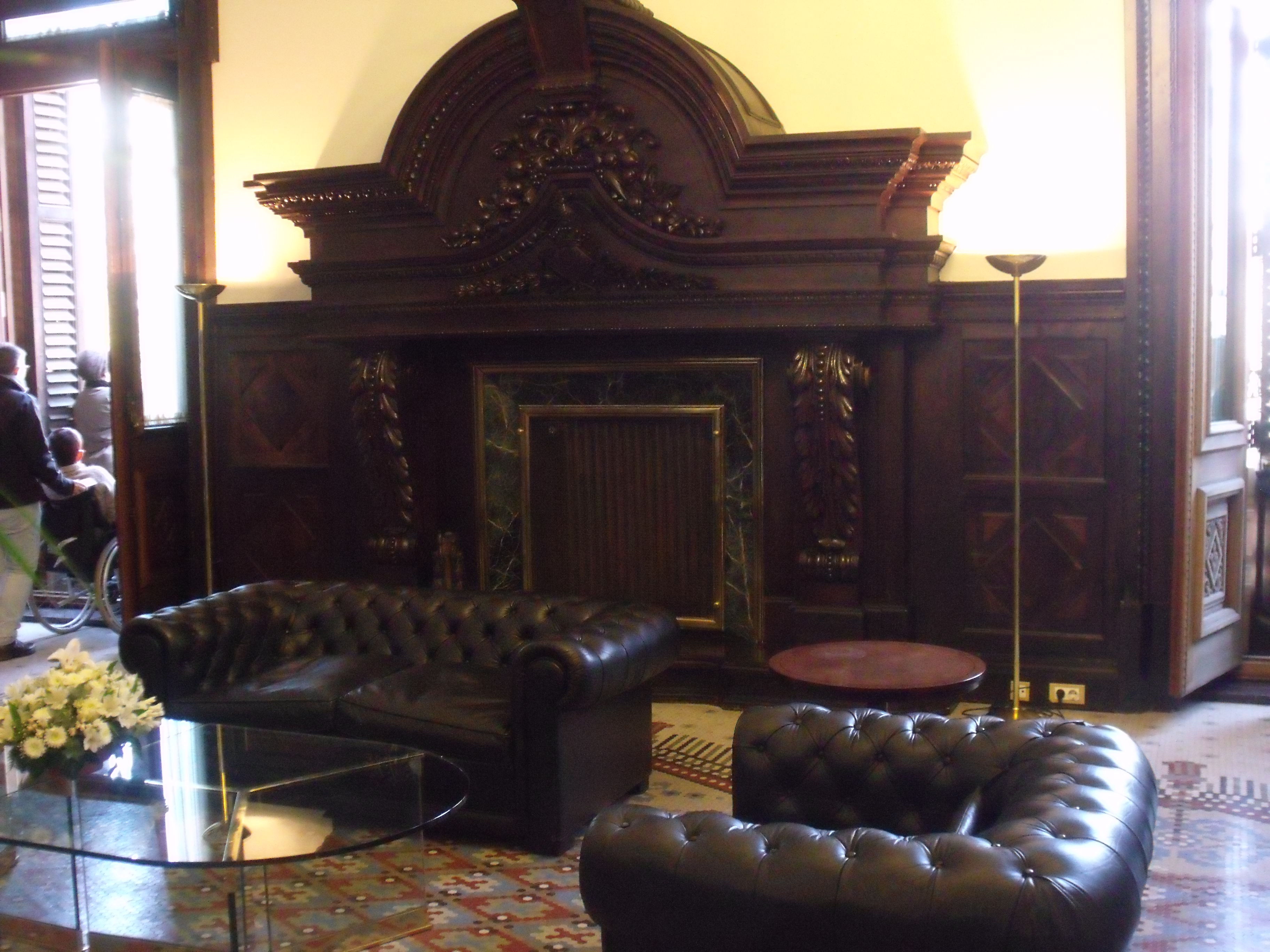
Despacho de la alcaldía

| Periodo   | Nombre                                                                 | Partido                                         |
| --------- | ---------------------------------------------------------------------- | ----------------------------------------------- |
| 1979-1983 | Fernando Martínez Castellano (1979) Ricard Pérez Casado (1979-1983)    | Partit Socialista del País Valencià (PSPV-PSOE) |
| 1983-1987 | Ricard Pérez Casado                                                    | Partit Socialista del País Valencià (PSPV-PSOE) |
| 1987-1991 | Ricard Pérez Casado (1987-1988) Clementina Ródenas Villena (1988-1991) | Partit Socialista del País Valencià (PSPV-PSOE) |
| 1991-1995 | Rita Barberá Nolla                                                     | Partido Popular (PP)                            |
| 1995-1999 | Rita Barberá Nolla                                                     | Partido Popular (PP)                            |
| 1999-2003 | Rita Barberá Nolla                                                     | Partido Popular (PP)                            |
| 2003-2007 | Rita Barberá Nolla                                                     | Partido Popular (PP)                            |
| 2007-2011 | Rita Barberá Nolla                                                     | Partido Popular (PP)                            |
| 2011-2015 | Rita Barberá Nolla                                                     | Partido Popular (PP)                            |
| 2015-2019 | Joan Ribó Canut                                                        | Compromís                                       |
| 2019-2023 | Joan Ribó Canut                                                        | Compromís                                       |
| 2023-act. | María José Catalá Verdet                                               | Partido Popular (PP)                            |

## Acuerdos de investidura o coaliciones de gobierno
Desde 1979, los partidos políticos representados en el Ayuntamiento han llegado a seis acuerdos de investidura o de gobierno cuando ninguno de ellos ha alcanzado la mayoría absoluta de escaños situada en 17 concejales. Los partidos que pactaron para obtener el gobierno de la ciudad después de las elecciones y el número de representantes que sumaron se indica en la siguiente tabla:
| Mandato   | Partidos implicados     | Concejales |
| --------- | ----------------------- | ---------- |
| 1979-1983 | PSOE+PCPV               | 19/33      |
| 1987-1991 | PSOE+IU/UPV             | 15/33      |
| 1995-1999 | PP+UV                   | 17/33      |
| 2015-2019 | Compromís+PSPV-PSOE+VeC | 17/33      |
| 2019-2023 | Compromís+PSPV-PSOE     | 17/33      |
| 2023-2027 | PP+Vox                  | 17/33      |

## Pleno
| Partido político    | Partido político                                                                | 1979   | 1983   | 1987   | 1991   | 1995   | 1999   | 2003   | 2007   | 2011   | 2015   | 2019   | 2023   |
| Partido político    | Partido político                                                                | Ediles | Ediles | Ediles | Ediles | Ediles | Ediles | Ediles | Ediles | Ediles | Ediles | Ediles | Ediles |
|                     | Partido Popular (PP)-Alianza Popular (AP)                                       | —      | 13     | 7      | 9      | 17     | 20     | 19     | 21     | 20     | 10     | 8      | 13     |
|                     | Compromís-Bloc Nacionalista Valencià (BNV)-Unitat del Poble Valencià (UPV)      | 0      | 0      | EUPV   | 0      | 0      | 0      | 0      | —      | 3      | 9      | 10     | 9      |
|                     | Partit Socialista del País Valencià (PSPV-PSOE)                                 | 13     | 18     | 13     | 13     | 8      | 11     | 12     | 12     | 8      | 5      | 7      | 7      |
|                     | Vox                                                                             | —      | —      | —      | —      | —      | —      | —      | —      | —      | 0      | 2      | 4      |
|                     | Ciudadanos (CS)                                                                 | —      | —      | —      | —      | —      | —      | —      | —      | —      | 6      | 6      | 0      |
|                     | Podem-Esquerra Unida del País Valencià (EUPV)-Partido Comunista de España (PCE) | 6      | 2      | 2      | 3      | 5      | 2      | 2      | 0      | 2      | 0      | 0      | 0      |
|                     | València en Comú (VeC)                                                          | —      | —      | —      | —      | —      | —      | —      | —      | —      | 3      | —      | —      |
|                     | Unió Valenciana (UV)                                                            | 1      | 0      | 7      | 8      | 3      | 0      | 0      | 0      | —      | —      | —      | —      |
|                     | Centro Democrático y Social (CDS)-Unión de Centro Democrático (UCD)             | 13     | 0      | 4      | 0      | 0      | —      | —      | —      | —      | —      | —      | —      |
| Total de concejales | Total de concejales                                                             | 33     | 33     | 33     | 33     | 33     | 33     | 33     | 33     | 33     | 33     | 33     | 33     |

1979-1983
1983-1987
1987-1991
1991-1995
1995-1999
1999-2003
2003-2007
2007-2011
2011-2015
2015-2019
2019-2023
2023-Act.

## Resultados electorales históricos
| Partido político                                                                | 2023  | 2023    | 2023       | 2015  | 2015    | 2015       | 2011  | 2011    | 2011       | 2007  | 2007    | 2007       | 2007  | 2007    | 2007       | 2003  | 2003    | 2003       | 1999  | 1999    | 1999       | 1995  | 1995    | 1995       | 1991  | 1991    | 1991       | 1987     | 1987     | 1987       | 1983  | 1983    | 1983       | 1979  | 1979    | 1979       |
| Partido político                                                                | %     | Votos   | Concejales | %     | Votos   | Concejales | %     | Votos   | Concejales | %     | Votos   | Concejales | %     | Votos   | Concejales | %     | Votos   | Concejales | %     | Votos   | Concejales | %     | Votos   | Concejales | %     | Votos   | Concejales | %        | Votos    | Concejales | %     | Votos   | Concejales | %     | Votos   | Concejales |
| Partido Popular (PP)-Alianza Popular (AP)                                       | 36,62 | 151 482 | 13         | 21,75 | 84 328  | 8          | 25,56 | 107 435 | 10         | 53,71 | 208 727 | 20         | 56,67 | 235 158 | 21         | 51,15 | 220 548 | 19         | 53,25 | 214 129 | 20         | 49,00 | 223 963 | 17         | 25,49 | 95 238  | 9          | 18,97    | 73 830   | 7          | 37,27 | 141 689 | 13         | —     | —       | —          |
| Compromís-Bloc Nacionalista Valencià (BNV)-Unitat del Poble Valencià (UPV)      | 23,96 | 99 122  | 9          | 27,44 | 106 395 | 10         | 23,11 | 97 114  | 9          | 9,23  | 35 881  | 3          | —     | —       | —          | 2,60  | 11 201  | 0          | 3,21  | 12 897  | 0          | 0,94  | 4290    | 0          | 1,60  | 5982    | 0          | Con EUPV | Con EUPV | Con EUPV   | 1,50  | 5685    | 0          | 1,19  | 4010    | 0          |
| Partit Socialista del País Valencià (PSPV-PSOE)                                 | 18,97 | 78 499  | 7          | 19,24 | 74 597  | 7          | 13,88 | 58 338  | 5          | 22,24 | 86 440  | 8          | 33,78 | 140 187 | 12         | 30,82 | 132 903 | 12         | 28,95 | 116 437 | 11         | 24,08 | 110 071 | 8          | 37,27 | 139 272 | 13         | 36,75    | 143 037  | 13         | 49,04 | 186 445 | 18         | 36,23 | 122 482 | 13         |
| Ciudadanos (CS)                                                                 | 2,31  | 9588    | 0          | 17,61 | 68 283  | 6          | 15,28 | 64 228  | 6          | —     | —       | —          | —     | —       | —          | —     | —       | —          | —     | —       | —          | —     | —       | —          | —     | —       | —          | —        | —        | —          | —     | —       | —          | —     | —       | —          |
| Vox                                                                             | 12,74 | 52 665  | 4          | 7,25  | 28 126  | 2          | 0,80  | 3353    | 0          | —     | —       | —          | —     | —       | —          | —     | —       | —          | —     | —       | —          | —     | —       | —          | —     | —       | —          | —        | —        | —          | —     | —       | —          | —     | —       | —          |
| Podem-Esquerra Unida del País Valencià (EUPV)-Partido Comunista de España (PCE) | 2,33  | 9677    | 0          | 4,17  | 16 176  | 0          | 4,71  | 19 639  | 0          | 7,17  | 28 489  | 2          | 4,77  | 19 808  | 0          | 7,31  | 31 519  | 2          | 6,37  | 25 602  | 2          | 14,78 | 67 532  | 5          | 7,99  | 29 855  | 3          | 7,96     | 30 963   | 2          | 7,59  | 28 863  | 2          | 16,01 | 54 124  | 6          |
| València en Comú (VeC)                                                          | —     | —       | —          | —     | —       | —          | 9,82  | 40 927  | 3          | —     | —       | —          | —     | —       | —          | —     | —       | —          | —     | —       | —          | —     | —       | —          | —     | —       | —          | —        | —        | —          | —     | —       | —          | —     | —       | —          |
| Unió Valenciana (UV)                                                            | —     | —       | —          | —     | —       | —          | —     | —       | —          | —     | —       | —          | 0,79  | 3279    | 0          | 3,62  | 15 593  | 0          | 4,74  | 19 070  | 0          | 8,97  | 41 019  | 3          | 21,54 | 80 500  | 8          | 19,87    | 77 353   | 7          | 1,24  | 4717    | 0          | 5,13  | 17 342  | 1          |
| Centro Democrático y Social (CDS)-Unión de Centro Democrático (UCD)             | —     | —       | —          | —     | —       | —          | —     | —       | —          | —     | —       | —          | —     | —       | —          | 0,11  | 461     | 0          | 0,14  | 572     | 0          | 0,36  | 1 645   | 0          | 2,08  | 7 774   | 0          | 11,34    | 44 133   | 4          | 1,94  | 7360    | 0          | 36,88 | 124 683 | 13         |

## Gobierno 2023-2027

### Pleno

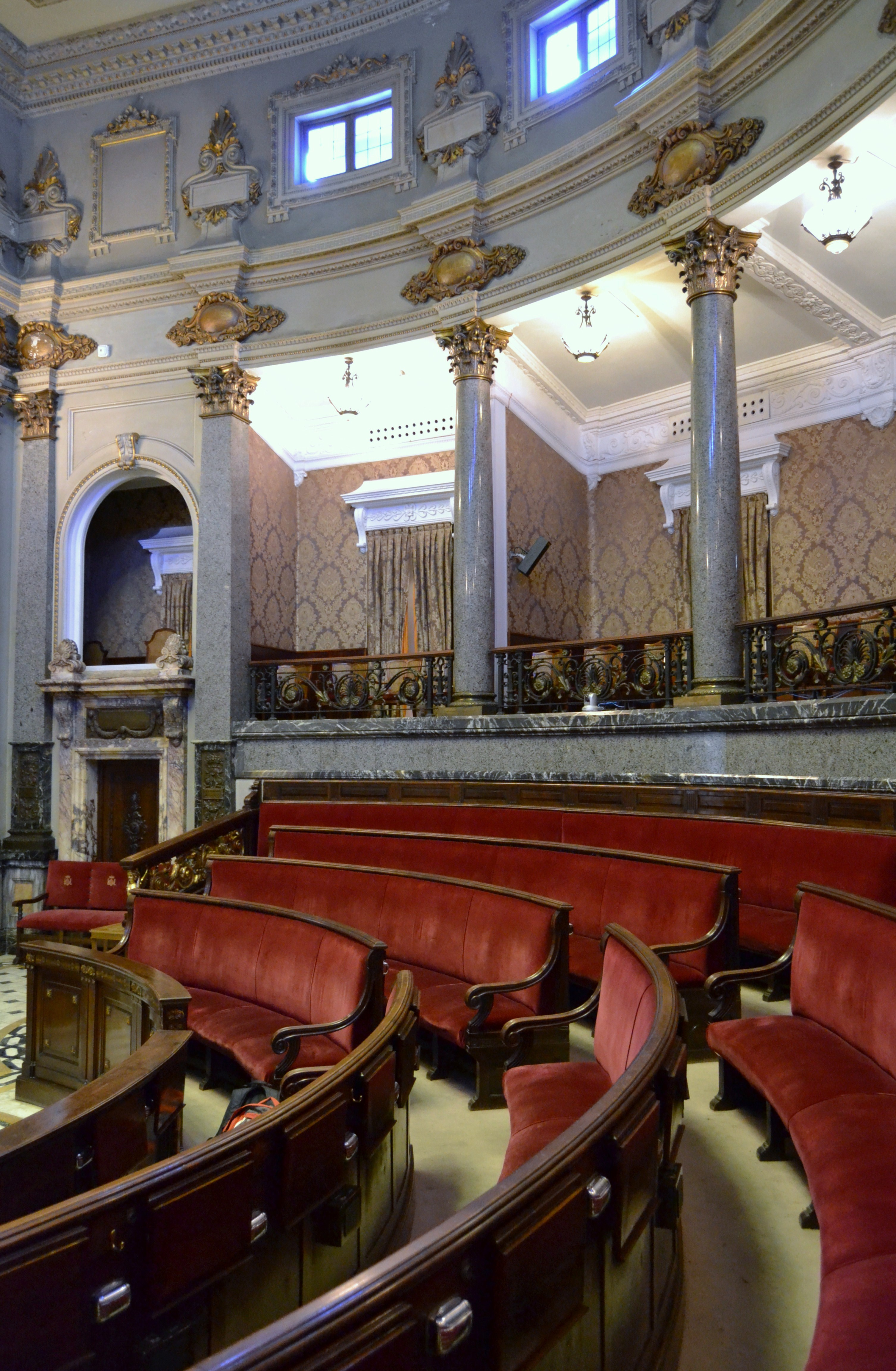
Escaños del hemiciclo del Salón de Plenos

Para la legislatura 2023-2027, la corporación municipal está formada por los siguientes concejales y grupos políticos:
| Partido                     | Concejal/Concejala                 | Cargo                                             |
| --------------------------- | ---------------------------------- | ------------------------------------------------- |
| Partido Popular             | María José Catalá Verdet           | Alcaldesa                                         |
| Partido Popular             | María José Ferrer San Segundo      | Primera teniente de alcaldesa                     |
| Partido Popular             | Julia Climent Monzó                | Segunda teniente de alcaldesa                     |
| Partido Popular             | Juan Manuel Giner Corell           | Tercer teniente de alcaldesa                      |
| Partido Popular             | Juan Carlos Caballero Montañés     | Portavoz del Grupo Municipal Popular              |
| Partido Popular             | Paula María Llobet Vilarrasa       | Concejala                                         |
| Partido Popular             | Santiago Ballester Casabuena       | Concejal                                          |
| Partido Popular             | Jesús Carbonell Aguilar            | Concejal                                          |
| Partido Popular             | José Marí Olano                    | Concejal                                          |
| Partido Popular             | José Luis Moreno Maicas            | Concejal                                          |
| Partido Popular             | Carlos Luis Mundina Gómez          | Concejal                                          |
| Partido Popular             | Marta Torrado de Castro            | Concejala                                         |
| Partido Popular             | María del Rocío Gil Uncio          | Concejala                                         |
| Compromís:Acord per Guanyar | Carmen Luisa (Papi) Robles Galindo | Concejala. Portavoz del Grupo Municipal Compromís |
| Compromís:Acord per Guanyar | Gloria Amparo Tello Company        | Concejala                                         |
| Compromís:Acord per Guanyar | Pere Sixte Fuset i Tortosa         | Concejal                                          |
| Compromís:Acord per Guanyar | Sergi Campillo Fernández           | Concejal                                          |
| Compromís:Acord per Guanyar | Lucía Beamud Villanueva            | Concejala                                         |
| Compromís:Acord per Guanyar | Giuseppe Grezzi                    | Concejal                                          |
| Compromís:Acord per Guanyar | Ferran Puchades Vila               | Concejal                                          |
| Compromís:Acord per Guanyar | Eva Coscollà Grau                  | Concejala                                         |
| Compromís:Acord per Guanyar | Lluïsa Notario Villanueva          | Concejala                                         |
| PSPV-PSOE                   | Borja Jesús Sanjuán Roca           | Concejal. Portavoz del Grupo Municipal Socialista |
| PSPV-PSOE                   | María Teresa Ibáñez Giménez        | Concejala                                         |
| PSPV-PSOE                   | Nuria Llopis Borrego               | Concejala                                         |
| PSPV-PSOE                   | Javier Ismael Mateo García         | Concejal                                          |
| PSPV-PSOE                   | Elisa Valía Cotanda                | Concejala                                         |
| PSPV-PSOE                   | María Pérez Herrero                | Concejala                                         |
| PSPV-PSOE                   | Borja Santamaría Herrero           | Concejal                                          |
| Vox                         | José Vicente Gosálbez Payá         | Concejal. Portavoz del Grupo Municipal Vox        |
| Vox                         | Mónica Gil Cano                    | Concejala                                         |
| Vox                         | Juan Manuel Badenas Carpio         | Concejal                                          |
| Vox                         | Cecilia Carmen Herrero Camilleri   | Concejala                                         |

Concejales proclamados que han abandonado su cargo
| Concejal           | Partido                     | Fecha renuncia      | Reemplazado por           | Toma de posesión    |
| ------------------ | --------------------------- | ------------------- | ------------------------- | ------------------- |
| Joan Ribó Canut    | Compromís:Acord per Guanyar | 27 de marzo de 2024 | Lluïsa Notario Villanueva | 30 de abril de 2024 |
| Sandra Gómez López | PSPV-PSOE                   | 12 de julio de 2024 | Borja Santamaría Herrero  | 23 de julio de 2024 |

### Junta de Gobierno Local

María José Catalá en su toma de posesión como alcaldesa

La Junta de Gobierno Local es un órgano colegiado que colabora con el alcalde o alcaldesa las funciones ejecutivas y administrativas propias del gobierno del Ayuntamiento. Como presidente de la Junta de Gobierno Local, el alcalde o alcaldesa nombra a los demás miembros de la misma, cuyo número no puede ser superior a 11, sin incluir al presidente, el tercio del número legal concejales de la Corporación que actualmente son 33 escaños. Para la legislatura 2023-2027, la corporación municipal está formada por los siguientes tenientes de alcaldesa y concejales:
| Miembro                          | Partido | Cargo                           |
| -------------------------------- | ------- | ------------------------------- |
| María José Catalá Verdet         | PP      | Alcaldesa-Presidenta            |
| María José Ferrer San Segundo    | PP      | Primera teniente de alcaldesa   |
| Julia Climent Monzó              | PP      | Segunda teniente de alcaldesa   |
| Juan Manuel Giner Corell         | PP      | Tercer teniente de alcaldesa    |
| Juan Carlos Caballero Montañés   | PP      | Portavoz del Gobierno Municipal |
| José Marí Olano                  | PP      | Concejal                        |
| José Luis Moreno Maicas          | PP      | Concejal                        |
| Paula María Llobet Vilarrasa     | PP      | Concejala                       |
| Santiago Ballester Casabuena     | PP      | Concejal                        |
| Jesús Carbonell Aguilar          | PP      | Concejal                        |
| José Vicente Gosálbez Payá       | Vox     | Concejal                        |
| Cecilia Carmen Herrero Camilleri | Vox     | Concejala                       |

### Áreas de gobierno y delegaciones
Las diferentes competencias que ejerce el Ayuntamiento se pueden agrupar en diversas áreas de gobierno según su temática y homogeneidad de funciones en número y nombre que determine el alcalde o alcaldesa en el cargo. Estas áreas al frente de las cuales habrá un teniente de alcalde o concejal al frente para dirigir, planificar, coordinar y definir los objetivos políticos de la misma tendrá bajo su dependencia una serie de concejales delegados encargados de dirigir la actividad de su delegación, que es un conjunto homogéneo y detallado de competencias dentro del marco estructural de su área de gobierno. Para la legislatura 2023-2027 el Ayuntamiento de Valencia se compone del área de alcaldía y otras 11 áreas de gobierno con las siguientes concejalías delegadas:
| Área                                                              | Miembro                          | Partido | Delegación |
| ----------------------------------------------------------------- | -------------------------------- | ------- | --- |
| Alcaldía                                                          | María José Catalá Verdet         | PP      | Titular del área. Alcaldesa |
| Alcaldía                                                          | Juan Carlos Caballero Montañés   | PP      | Relaciones Institucionales y con otras administraciones. Comunicación y relaciones con los medios. Portavoz del Gobierno municipal                                 |
| Alcaldía                                                          | José Marí Olano                  | PP      | Grandes proyectos |
| Alcaldía                                                          | Paula María Llobet Vilarrasa     | PP      | Turismo. Innovación, tecnología, agenda digital y captación de inversiones                                                                                         |
| Hacienda y transparencia                                          | María José Ferrer San Segundo    | PP      | Titular del área. Hacienda y presupuestos. Pedanías, participación y acción vecinal                                                                                |
| Hacienda y transparencia                                          | Juan Carlos Caballero Montañés   | PP      | Transparencia, información y defensa de la ciudadanía |
| Empleo, formación y emprendimiento                                | José Vicente Gosálbez Payá       | Vox     | Titular del área. Empleo y formación. Emprendimiento |
| Recursos humanos y técnicos, patrimonio, participación y pedanías | Julia Climent Monzó              | PP      | Titular del área. Recursos humanos. Servicios técnicos centrales. Participación, acción vecinal y Pedanías                                                         |
| Recursos humanos y técnicos, patrimonio, participación y pedanías | Juan Manuel Badenas Carpio       | Vox     | Patrimonio |
| Recursos humanos y técnicos, patrimonio, participación y pedanías | José Marí Olano                  | PP      | Control administrativo. Contratación |
| Recursos humanos y técnicos, patrimonio, participación y pedanías | Cecilia Carmen Herrero Camilleri | Vox     | Responsabilidad patrimonial |
| Seguridad y movilidad                                             | Jesús Carbonell Aguilar          | PP      | Titular del área. Policía local de Valencia. Movilidad. Espacio público.                                                                                           |
| Seguridad y movilidad                                             | Juan Carlos Caballero Montañés   | PP      | Prevención y extinción de Incendios. Protección Civil |
| Seguridad y movilidad                                             | Santiago Ballester Casabuena     | PP      | Comercio y Mercados |
| Urbanismo, vivienda y licencias                                   | Juan Manuel Giner Corell         | PP      | Titular del área. Vivienda. Gestión de obras y mantenimiento de infraestructuras. Planificación y gestión urbana. Licencias urbanísticas-actividades               |
| Parques, jardines y espacios naturales                            | Mónica Gil Cano                  | Vox     | Titular del área. Parques y jardines. Playas |
| Parques, jardines y espacios naturales                            | José Vicente Gosálbez Payá       | Vox     | Devesa-Albufera. Agricultura |
| Residuos, mejora climática y gestión del agua                     | Carlos Luis Mundina Gómez        | PP      | Titular del área. Limpieza y recogida de residuos. Ciclo integral del agua. Mejora climática, acústica y eficiencia energética. Cementerios y servicios funerarios |
| Familia y tradiciones                                             | Mónica Gil Cano                  | Vox     | Titular del área. Familia, juventud e infancia. Fiestas y tradiciones.                                                                                             |
| Familia y tradiciones                                             | José Vicente Gosálbez Payá       | Vox     | Sanidad y consumo |
| Bienestar social                                                  | Marta Torrado de Castro          | PP      | Titular del área. Servicios Sociales. Mayores |
| Bienestar social                                                  | María del Rocío Gil Uncio        | PP      | Igualdad |
| Cultura, educación, deportes y Fallas                             | Jose Luis Moreno Maicas          | PP      | Titular del área. Acción cultural, patrimonio y recursos culturales                                                                                                |
| Cultura, educación, deportes y Fallas                             | María del Rocío Gil Uncio        | PP      | Educación. Deportes |
| Cultura, educación, deportes y Fallas                             | Santiago Ballester Casabuena     | PP      | Fallas |

### Juntas municipales
Las Juntas Municipales son órganos de gestión desconcentrada cuya finalidad es aproximar la gestión municipal a los vecinos e incentivar su participación en los asuntos de competencia municipal.
Cada junta cuenta con un presidente y un vicepresidente que son nombrados y cesados libremente por el alcalde o alcaldesa entre los concejales. El Presidente representa al alcalde en el ámbito de la Junta municipal y vela por la correcta aplicación del Reglamento de gobierno y administración del Ayuntamiento de Valencia en su ámbito territorial concreto. El ámbito territorial de las Juntas Municipales no coincide en gran parte con la división territorial de la ciudad de Valencia en distritos, barrios o pedanías. Corresponde al vicepresidente la asistencia permanente al presidente en el ejercicio de sus competencias, así como su sustitución en los supuestos de vacante, ausencia o enfermedad.
Las presidencias y vicepresidencias de las Juntas Municipales en las que está dividida la ciudad para la legislatura 2023-2027 son los siguientes:

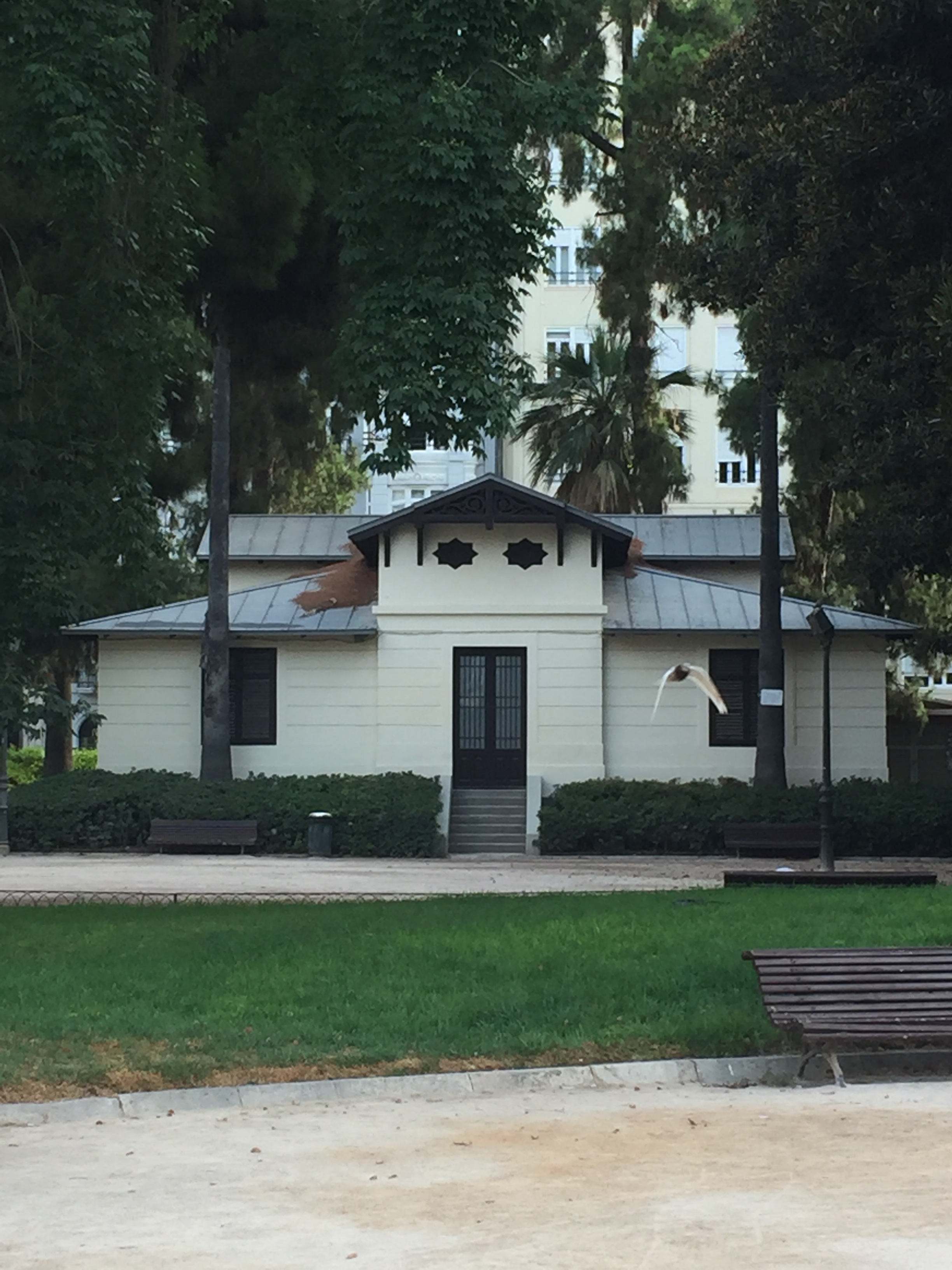
Sede de la Junta municipal de Ciutat Vella

| Junta municipal     | Distrito                                  | Barrios o pedanías | Presidencia                   | Partido | Vicepresidencia                | Partido |
| ------------------- | ----------------------------------------- | --- | ----------------------------- | ------- | ------------------------------ | ------- |
| Abastos             | Olivereta Extramurs                       | Nou Moles, Soternes, Tres Forques, La Fuensanta y La Llum El Botànic, La Roqueta, La Petxina y Arrancapins                                                                             | José Marí Olano               | PP      | Juan Carlos Caballero Montañés | PP      |
| Ciudad Vieja        | Ciutat Vella                              | La Seu, La Xerea, El Carmen, El Pilar, El Mercat y Sant Francesc | Santiago Ballester Casabuena  | PP      | Jesús Carbonell Aguilar        | PP      |
| Exposición          | Rascaña El Pla del Real Benimaclet        | Sant Llorenç Exposició, Mestalla, Jaume Roig y Ciutat Universitària Benimaclet y Camí de Vera                                                                                          | Marta Torrado de Castro       | PP      | Jesús Carbonell Aguilar        | PP      |
| Marítimo            | Poblados Marítimos Camins al Grau Algirós | El Grao, Cabañal-Cañamelar, Malvarrosa, Beteró y Nazaret Ayora, Albors, La Creu del Grau, Camí Fondo y Penya-Roja L'Illa Perduda, Ciutat Jardí, L'Amistat, La Bega Baixa y La Carrasca | María José Ferrer San Segundo | PP      | Juan Carlos Caballero Montañés | PP      |
| Patraix             | Jesús Patraix                             | La Raiosa, L'Hort de Senabre, La Cruz Cubierta, San Marcelino y Camí Real Patraix, Sant Isidre, Vara de Quart, Safranar y Favara                                                       | José Luis Moreno Maicas       | PP      | Julia Climent Monzó            | PP      |
| Ruzafa              | Eixample Quatre Carreres                  | Ruzafa, El Pla del Remei y Gran Vía Monteolivete, En Corts, Malilla, Fuente San Luis, Na Rovella y Ciudad de las Artes y las Ciencias                                                  | Paula María Llobet Vilarrasa  | PP      | Juan Manuel Giner Corell       | PP      |
| Tránsitos           | Campanar La Zaidía Rascaña Benicalap      | Campanar, Les Tendetes, El Calvari y Sant Pau Marxalenes, Morvedre, Trinitat, Tormos y Sant Antoni Orriols, Torrefiel Benicalap y Ciutat Fallera                                       | Carlos Luis Mundina Gómez     | PP      | Juan Carlos Caballero Montañés | PP      |
| Poblados del Norte  | Poblados del Norte                        | Benifaraig, Poble Nou, Carpesa, Casas de Bárcena, Mahuella, Masarrochos y Borbotó | María José Ferrer San Segundo | PP      | Juan Carlos Caballero Montañés | PP      |
| Benimamet-Beniferri | Poblados del Oeste                        | Benimámet y Beniferri | María del Rocío Gil Uncio     | PP      | Santiago Ballester Casabuena   | PP      |
| Poblados del Sur    | Poblados del Sur Quatre Carreres          | Horno de Alcedo, Castellar-Oliveral, Pinedo, El Saler, El Palmar, El Perellonet, La Torre y Faitanar La Punta                                                                          | Julia Climent Monzó           | PP      | José Luis Moreno Maicas        | PP      |

### Alcaldías pedáneas
En el municipio de Valencia, además del principal núcleo urbano de la ciudad existen otros 15 núcleos urbanos habitados llamados pueblos o pedanías. El alcalde o alcaldesa de Valencia tiene la capacidad de nombrar a un vecino o vecina residente de cada una de las pedanías del término municipal para realizar las tareas que la ley encomienda a los alcaldes y alcaldesas pedáneos. Son la autoridad responsable del cumplimiento de los cometidos municipales en su pedanía y tienen otras competencias delegadas por la alcaldía del Municipio para acercar la administración a todos los habitantes.
Para la legislatura 2023-2027 la alcaldesa de la ciudad ha nombrado a los siguientes alcaldes y alcaldesas pedáneos:
| Pedanía             | Alcalde/Alcaldesa             | Partido |
| ------------------- | ----------------------------- | ------- |
| Benifaraig          | María Carmen Barat Palanca    | PP      |
| Benimámet-Beniferri | Vicente Peris Cursá           | PP      |
| Borbotó             | Ángel Torrijos García         | PP      |
| Carpesa             | Víctor Pons Roger             | PP      |
| Casas de Bárcena    | José Manuel Gimeno Rodrigo    | PP      |
| Castellar-Oliveral  | María Isolina Verdeguer Soler | PP      |
| El Palmar           | Gema Estevens Dasí            | PP      |
| El Saler            | Blanca Vilches Navarro        | PP      |
| Horno de Alcedo     | Consuelo Tarazona Minguet     | PP      |
| La Punta            | Manuel Martí Navarro          | PP      |
| La Torre            | Rafael Arnal García           | PP      |
| Masarrochos         | Rafael Roca Orts              | PP      |
| El Perellonet       | María del Carmen Aznar Gabino | PP      |
| Pinedo              | Cristina Peris Planells       | PP      |
| Pueblo Nuevo        | Josefa Flores Mena            | PP      |

## Sede

### Casa consistorial
Fue construida como una escuela, y desde el año 1860 es la sede del Ayuntamiento. Está situada en la plaza del Ayuntamiento del barrio de San Francisco (distrito Ciudad Vieja).

## Evolución de la deuda viva municipal
El concepto de deuda viva contempla sólo las deudas con cajas y bancos relativas a créditos financieros, valores de renta fija y préstamos o créditos transferidos a terceros, excluyéndose, por tanto, la deuda comercial.
| Gráfica de evolución de la deuda viva del Ayuntamiento entre 2008 y 2023                           |
| |
| Deuda viva del Ayuntamiento de València, en miles de euros, según datos del Ministerio de Hacienda |